# جورنان (آن)
جورنان (بالفرنسية: Journans)‏ هي بلدية فرنسية تقع في إقليم الآن في فرنسا. رمز إنسي لها هو:1197. أما الرمز البريدي لها فهو: 1250.